# Tapete

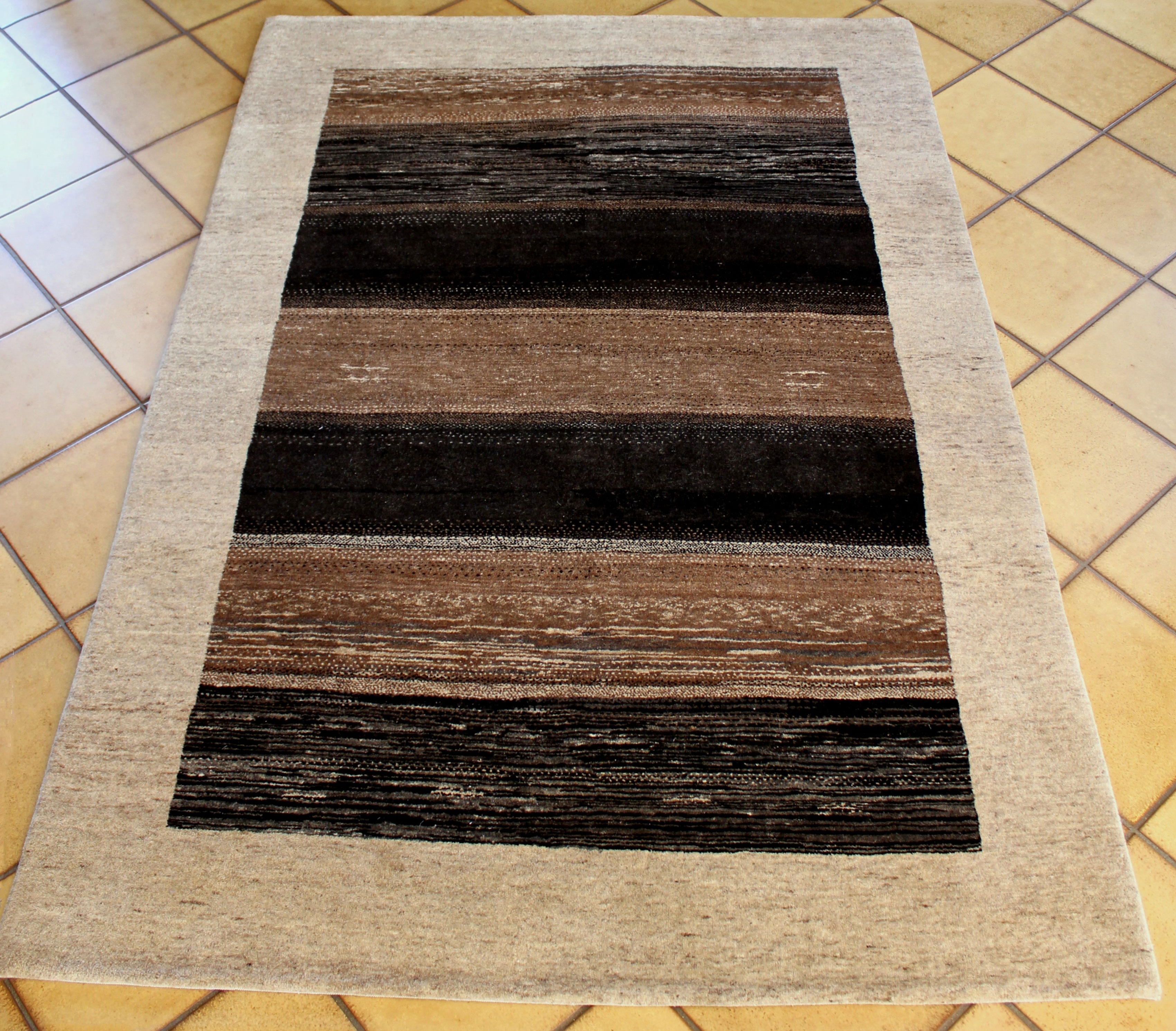
Un tapete pequeño en una estancia.

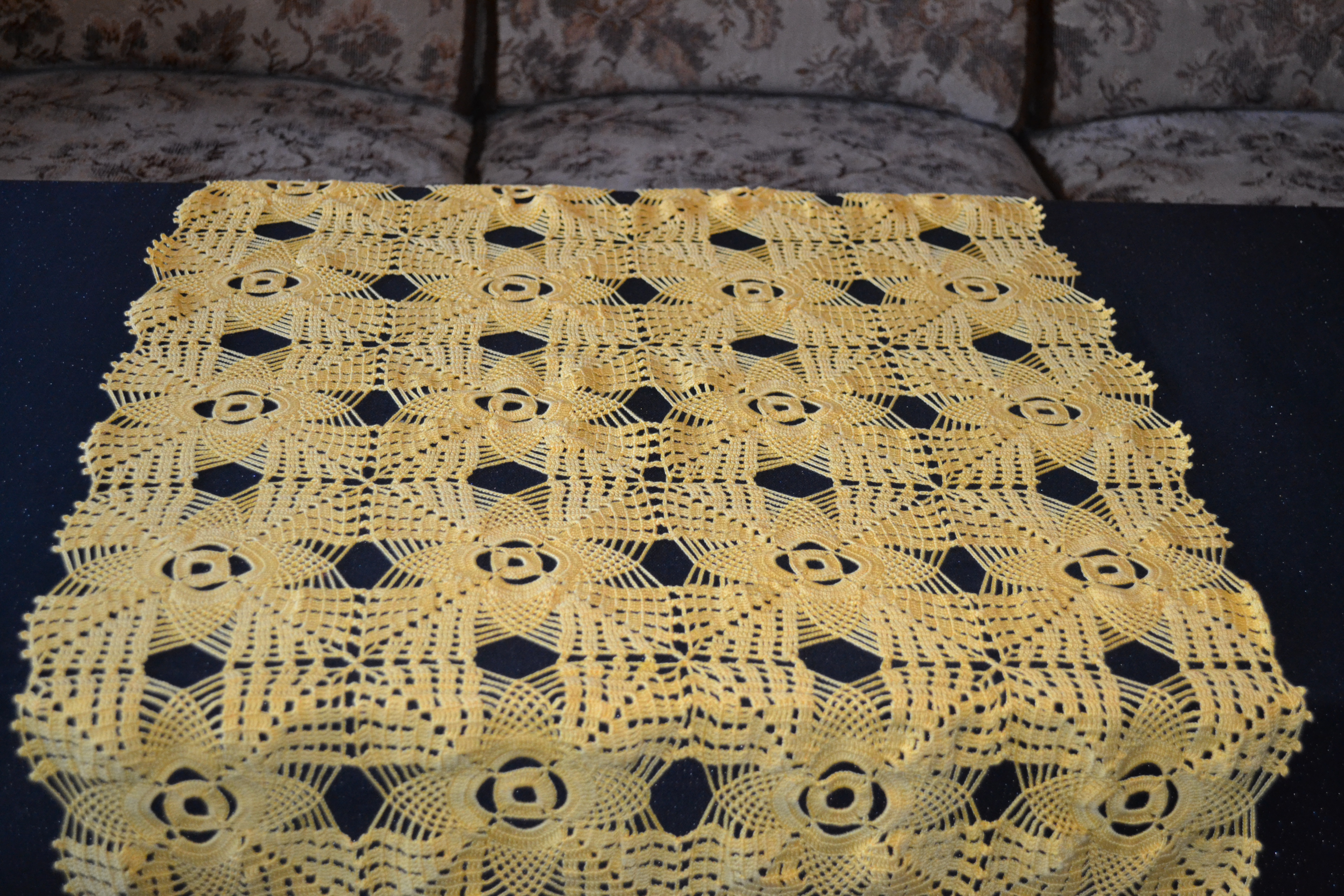
Tapete de ganchillo sobre una mesa

Un tapete, también llamado pañito, es una pieza de tela, paño, hule u otro material, así como un tejido confeccionado en ganchillo o bordado que se utiliza para cubrir, con el propósito de proteger o decorar mobiliario o superficies diversas. También, es una denominación usada para referirse a una alfombra, tela fuerte de lana o de otras materias, y de varios dibujos y colores con que se cubre el suelo de una estancia. 
A mediados del siglo xix apareció un tipo de tapete llamado antimacasar, para un uso muy específico: proteger respaldos de sofás y sillones del aceite de macasar que los hombres utilizaban en el cabello.

## Alfombras
También se llama tapete a una pequeña alfombra.
Se confeccionan tapetes en distintos países, como Irán, Afganistán, Turquía, India, Pakistán, China y Nepal, entre otros. Existen varias técnicas para confeccionarlos.

## Diferencia entre tapete y alfombra

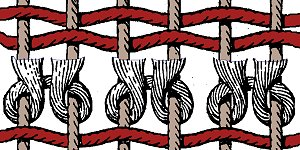
Nudo turco

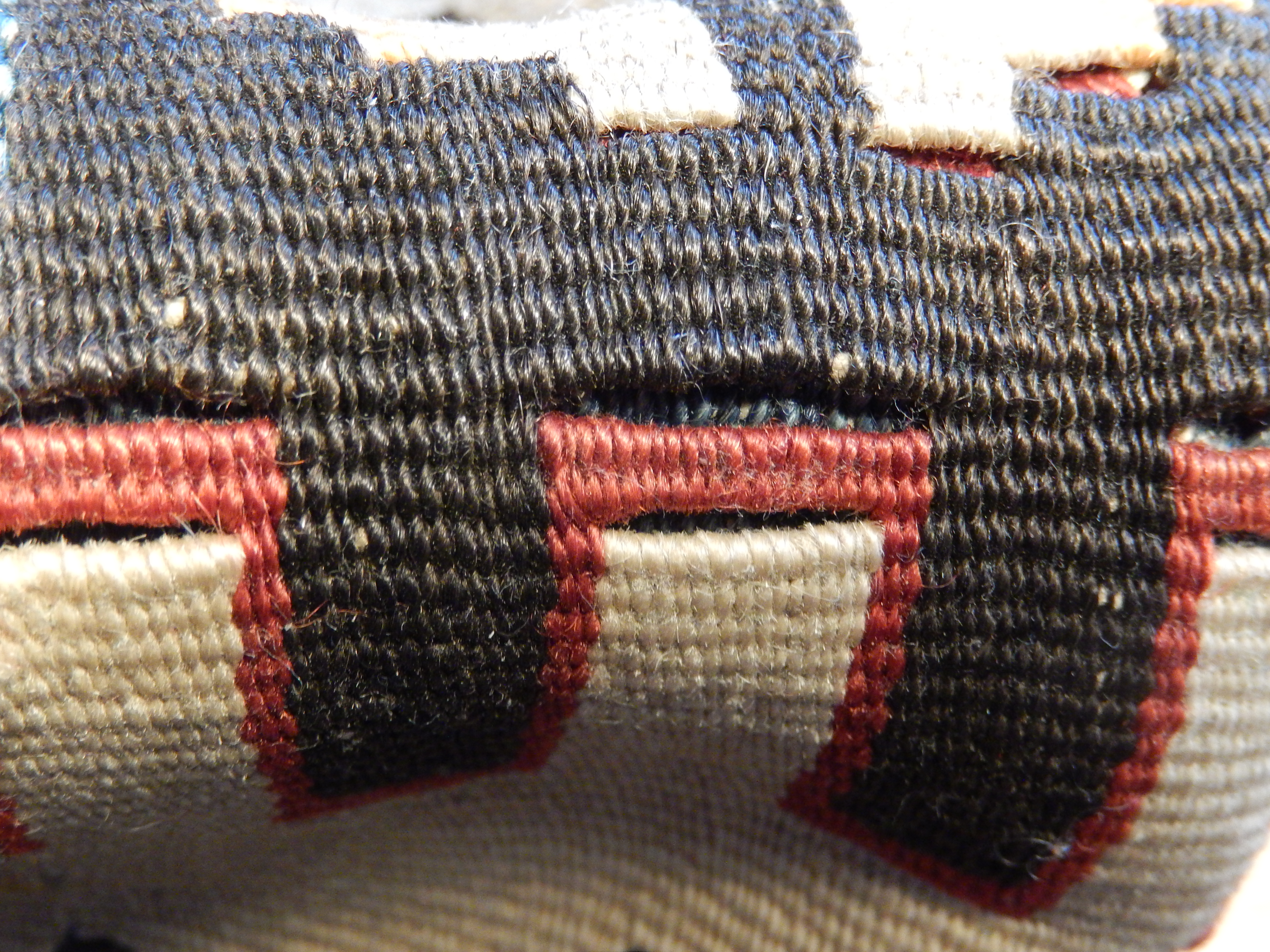
Detalle del tejido en un kilim turco

Los tapetes y alfombras tienen diferencias claras. Los tapetes son más pequeños, se usan en áreas específicas como entradas y cocinas, y son fáciles de mover y limpiar. Están hechos de materiales como vinilo, goma y tela. Las alfombras, por otro lado, son más grandes, cubren áreas extensas como habitaciones o salas, ofrecen aislamiento térmico y acústico, y mejoran la estética del espacio. Están hechas de materiales suaves y lujosos, como lana y seda, y pueden estar fijadas al suelo o ser lo suficientemente pesadas para mantenerse en su lugar. 

### Técnicas de anudado
Los tapetes anudados se realizan en telar, en lana, seda o la combinación de ambos materiales.

#### Tipos de nudos
- Nudo persa o Senneh: Es el nudo asimétrico permite realizar diseños más complejos, con él se logran hacer curvas para darle una mayor definición a los diseños.[5]
- Nudo turco o Ghiordes: Es el nudo simétrico para realizar los diseños geométricos.[6]
- Nudo tibetano: Se utiliza principalmente para tapetes modernos o contemporáneos, son tapetes de diseños más sencillos.[7]

### Tejidos planos o Kilim
Un kilim es un tapete o alfombra hecho en un tejido plano o sin pelo anudado.  Está compuesto de hilos de lana para la trama de la alfombra, normalmente elaborada con algodón o lana. Antiguamente se usaban telares horizontales, apoyados en el suelo. Posteriormente se empezaron a utilizar telares o bastidores de metal, pero aún se siguen viendo telares de madera utilizados en la antigüedad en los talleres de las aldeas.
Por norma general son menos duraderas que las alfombras porque su cuerpo es más fino, por eso suelen ser tapetes más baratos. Originalmente los kilims se utilizaban en los suelos y paredes de las tiendas, las casas o como cubiertas para los animales y el equipaje.
En Serbia, los kilím de Pirot cuentan con la protección de propiedad industrial conocida como indicación geográfica por su reputación y tradición centenaria de fabricación de este tipo de textiles en dicha localidad. Dichos tapetes con considerados parte del patrimonio intangible serbio y símbolo nacional de dicho país.

## Tipos

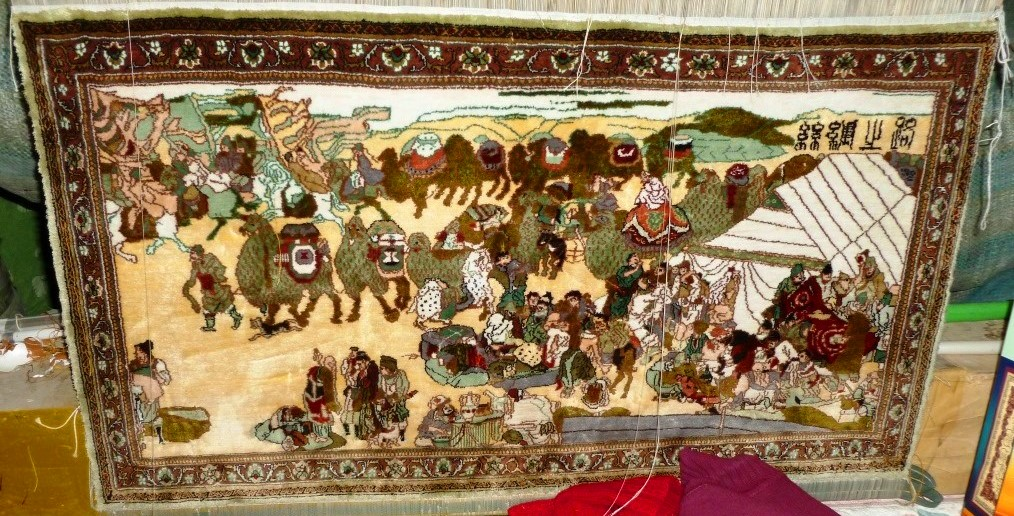
Alfombra moderna que ilustra una caravana de camellos en la Ruta de la Seda.

### Tejido
La alfombra se fabrica en un telar bastante similar al de tela tejida. El pelo puede ser de felpa o de Bereber. La alfombra de felpa es una pile cortada y la alfombra bereber es una pile de bucle. Hay nuevos estilos de alfombra que combinan los dos estilos, llamados alfombras de corte y bucle. Normalmente se utilizan muchos hilos de colores y este proceso es capaz de producir patrones intrincados a partir de diseños predeterminados (aunque se aplican algunas limitaciones a ciertos métodos de tejido con respecto a la precisión del patrón dentro de la alfombra). Estas alfombras suelen ser las más caras debido a la velocidad relativamente lenta del proceso de fabricación. Son muy famosas en Turquía, Irán, India, Pakistán y Arabia.

### Fieltro de aguja

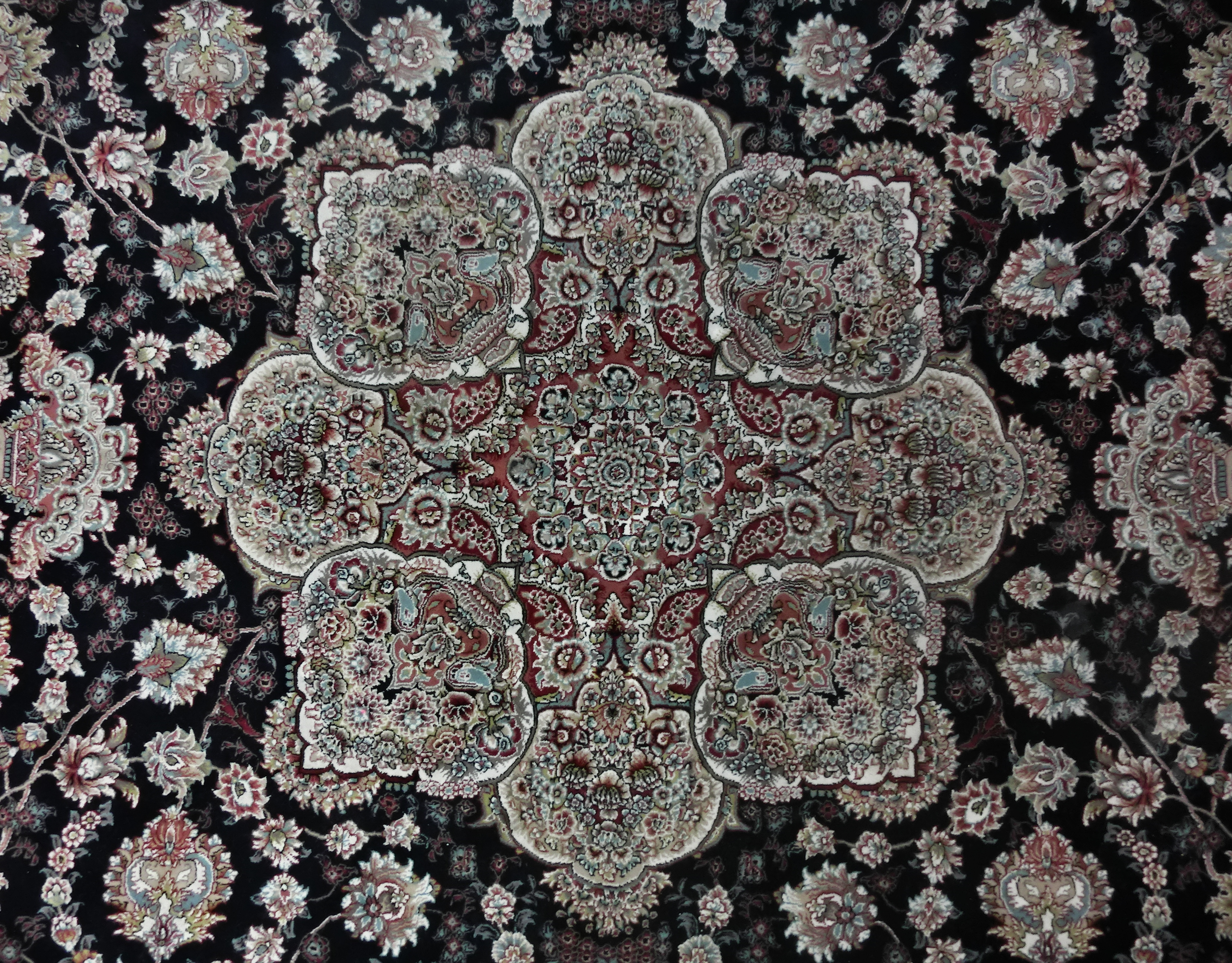
Una medallón toranj, un diseño común en alfombras persas.

Las alfombras fieltro de aguja son más avanzadas tecnológicamente. Estas alfombras se fabrican entremezclando y afieltrando cada una de las fibras sintéticas con agujas de púas y horquillas, formando una alfombra extremadamente duradera. Estas alfombras se encuentran normalmente en entornos comerciales donde hay un tráfico frecuente, como hoteles y restaurantes.

### Nudo

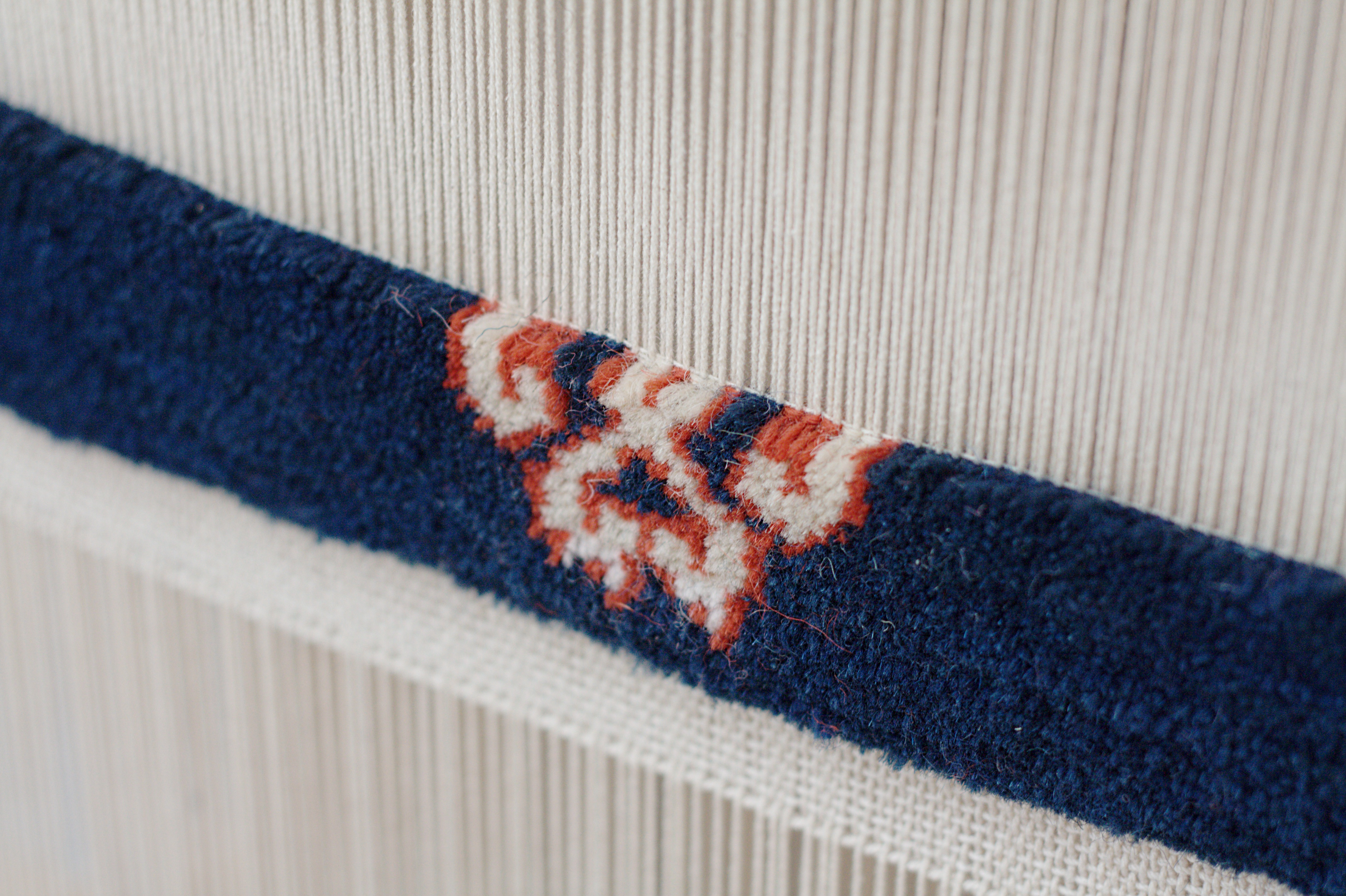
Una alfombra tradicional siendo tejida en un telar.

En una alfombra de pelo anudado (formalmente, una alfombra de "trama suplementaria de pelo cortado"), los hilos de la trama estructural se alternan con una trama suplementaria que se eleva en ángulo recto respecto a la superficie del tejido. Esta trama suplementaria está unida a la dirección mediante uno de los tres tipos de nudos (véase más adelante), como en el caso de la alfombra de pelo, que fue popular en la década de 1970, para formar el pelo o la siesta de la alfombra. El anudado a mano es más frecuente en las alfombras orientales y en las alfombras. Las alfombras de Cachemira también se anudan a mano. Las alfombras de pelo, al igual que las planas, pueden tejerse en telar. En la producción de alfombras europeas y orientales se han utilizado tanto telares verticales como horizontales. Los hilos de la urdimbre se colocan en el marco del telar antes de empezar a tejer. Varios tejedores pueden trabajar juntos en la misma alfombra. Se completa y se corta una fila de nudos. Los nudos se aseguran con (normalmente de una a cuatro) hileras de trama. La urdimbre en la alfombra tejida suele ser de algodón y la trama de yute.
Hay varios estilos de anudado, pero los dos tipos principales son el simétrico (también llamado turco o Ghiordes) y el asimétrico (también llamado persa o Senna). Los centros contemporáneos de producción de alfombras de nudo son: Lahore y Peshawar (Pakistán), Cachemira (India), Mirzapur y Bhadohi (India), Tabriz (Irán), Afganistán, Armenia, Azerbaiyán, Turquía, África del Norte, Nepal, España, Turkmenistán y Tíbet. La importancia de las alfombras en la cultura de Turkmenistán es tal que la bandera nacional presenta una franja roja vertical cerca del lado del izado, que contiene cinco guls de alfombra (diseños utilizados en la producción de alfombras). Cachemira es conocida por sus alfombras anudadas a mano de seda o lana.

### Inyectadas

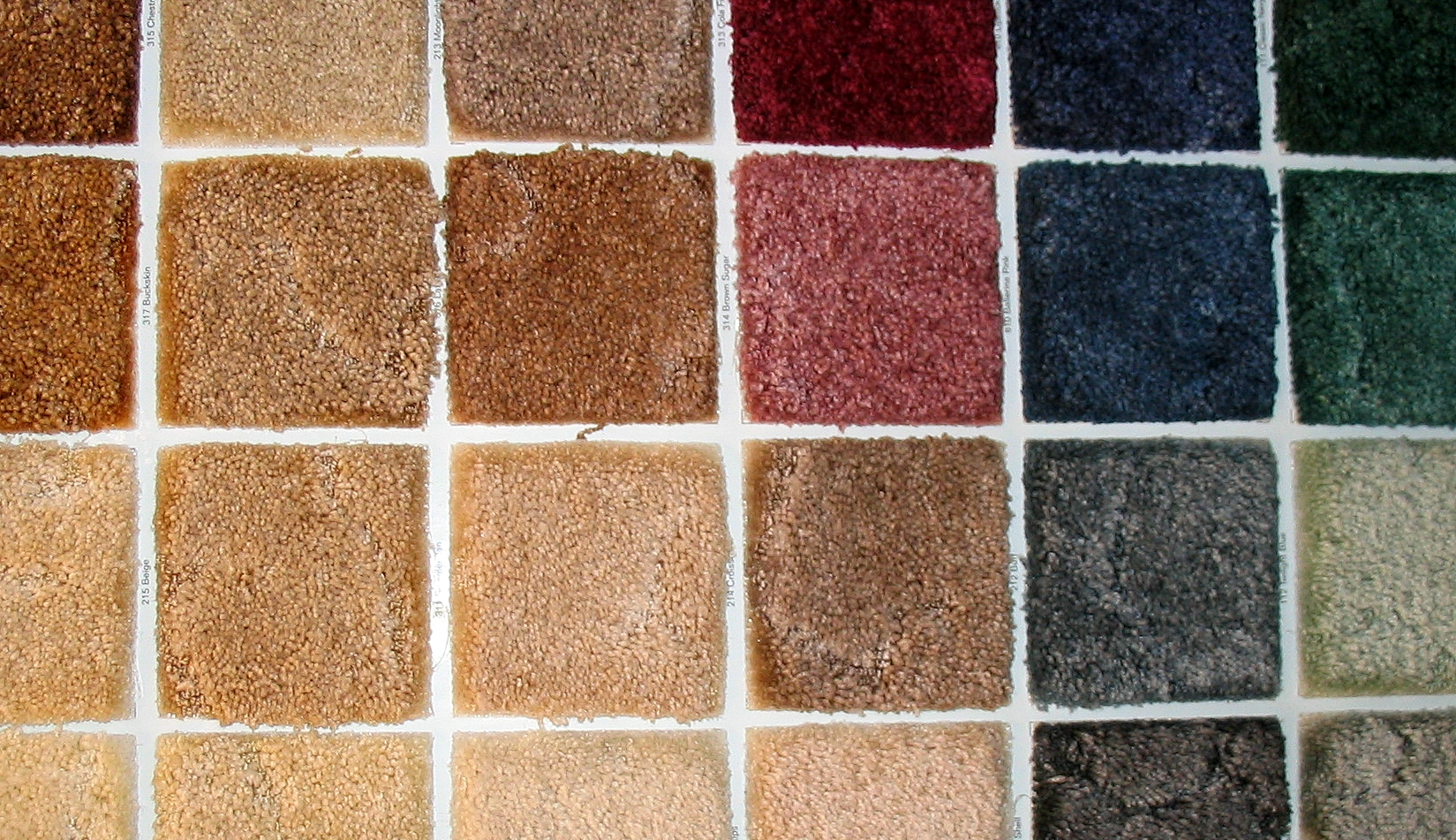
muestras de telas de alfombra copetudo.

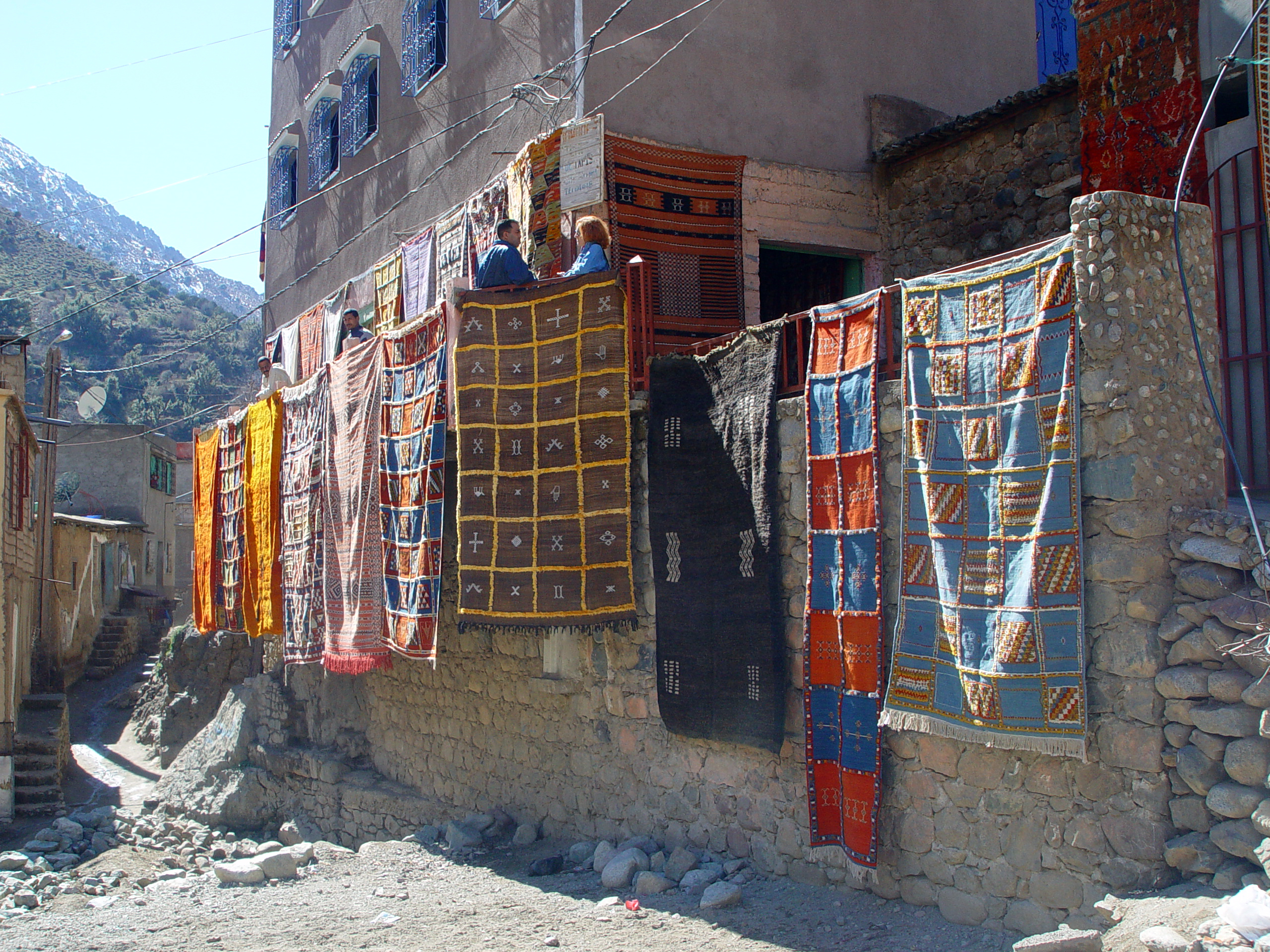
Secado de alfombras en un taller del pueblo en el Valle de Ourika, Marruecos.

Se trata de alfombras cuyo pelo se inyecta en un material de soporte, que a su vez se adhiere a un soporte secundario hecho de un tejido de arpillera o una alternativa hecha por el hombre para proporcionar estabilidad. El pelo se suele cizallar para conseguir diferentes texturas. Este es el método más común de fabricación de alfombras domésticas para el revestimiento de suelos en el mundo.

### Otros
Una alfombra de tejido plano se crea entrelazando hilos de urdimbre (verticales) y de trama (horizontales). Los tipos de alfombras orientales de tejido plano incluyen el kilim, el soumak, el tejido liso y el tejido de tapiz. Los tipos de alfombras europeas de tejido plano incluyen la veneciana, la holandesa, la damasco, la lista, la tela de pelo y la ingrain (también conocida como tela doble, de dos capas, de tres capas o de tres capas).
Una alfombra de gancho es un tipo simple de alfombra hecha a mano tirando de tiras de tela como lana o algodón a través de las mallas de un tejido resistente como la arpillera. En la actualidad, este tipo de alfombra se fabrica generalmente como artesanía.
A diferencia de las alfombras tejidas, las alfombras bordadas no se crean en un telar. Su patrón se establece mediante la aplicación de puntos a una base de tela (a menudo lino). El punto de tienda y el punto de cruz son dos de los más comunes. Las alfombras bordadas las hacían tradicionalmente las mujeres de la realeza y de la aristocracia en el hogar, pero ha habido alguna fabricación comercial desde que se introdujeron las agujas de acero (las anteriores eran de hueso) y se mejoró el tejido del lino en el siglo XVI. [Se sabe que María, reina de Escocia, era una ávida bordadora. Los diseños del siglo XVI suelen incluir enredaderas y flores regionales (por ejemplo, la alfombra de Bradford). A menudo incorporan heráldica animal y el escudo de armas del fabricante. La producción continuó durante el siglo XIX. Las composiciones de alfombras bordadas de la época victoriana incluyen flores tridimensionales muy ilusionistas. Los patrones de las alfombras de baldosas formadas por una serie de cuadrados, llamados trabajo de lana de Berlín, se introdujeron en Alemania en 1804, y se hicieron muy populares en Inglaterra en la década de 1830. Las alfombras bordadas también pueden incluir otras características, como un patrón de formas, o incluso pueden contar una historia.

## Fibras e hilos

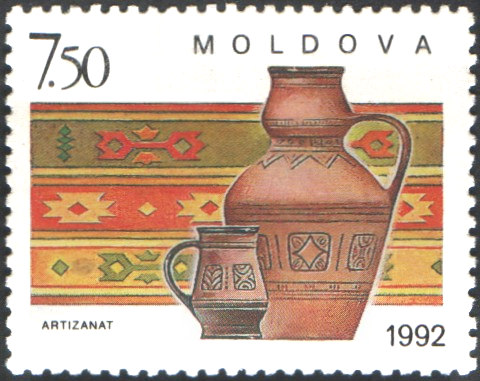
Sello de Moldova con una alfombra.

Las alfombras pueden estar compuestas por una o varias fibras naturales y fibras sintéticas. Las fibras se eligen en función de su durabilidad, aspecto, facilidad de fabricación y coste. En términos de escala de producción, las construcciones de hilo dominantes son las poliamidas (nylons) y el polipropileno, con un 90% estimado del mercado comercial.

### Nailón
Desde el siglo XX, el nailon es uno de los materiales más comunes para la construcción de alfombras. Se utilizan tanto el nailon 6 como el nailon 6-6. El nailon puede teñirse de forma tópica o en estado fundido (teñido en solución). El nailon se puede estampar fácilmente y tiene excelentes características de desgaste. Debido a su excelente resistencia al desgaste, se utiliza mucho en moquetas industriales y comerciales. En las moquetas, el nailon tiende a mancharse fácilmente debido a la presencia de zonas de tinte. Estas zonas de tinte deben rellenarse para que la moqueta de nailon sea resistente a las manchas. Como el nailon es un material derivado del petróleo, su precio varía en función del precio del petróleo.

### Polipropileno
El polipropileno, una poliolefina más rígida que el polietileno, más barato, se utiliza para producir hilos de moqueta porque sigue siendo menos caro que los demás materiales utilizados para las moquetas. Es difícil de teñir y no se desgasta tan bien como la lana o el nailon. El polipropileno, a veces denominado simplemente "olefina", se utiliza habitualmente para fabricar alfombras de bereber. Las alfombras bereberes de olefina con grandes bucles sólo suelen ser adecuadas para un uso doméstico ligero y tienden a apelmazarse rápidamente. Las alfombras bereberes con bucles más pequeños suelen ser más resistentes y conservan su aspecto nuevo durante más tiempo que las de bucles grandes. Las alfombras comerciales de bucles nivelados tienen bucles muy pequeños, y las alfombras comerciales de pelo cortado pueden estar bien fabricadas.
Cuando se fabrican con polipropileno, los estilos de calidad comercial se desgastan muy bien, lo que las hace muy adecuadas para zonas con mucho tránsito de personas, como las oficinas. Las moquetas de polipropileno son conocidas por su buena resistencia a las manchas, pero no contra los agentes oleosos. Si una mancha se fija, puede ser difícil de limpiar. Las moquetas de calidad comercial pueden pegarse directamente al suelo o instalarse sobre un acolchado de 1/4" de grosor y 8 libras de densidad. Las alfombras de césped para exteriores suelen estar fabricadas con polipropileno.

### Lana y mezclas de lana

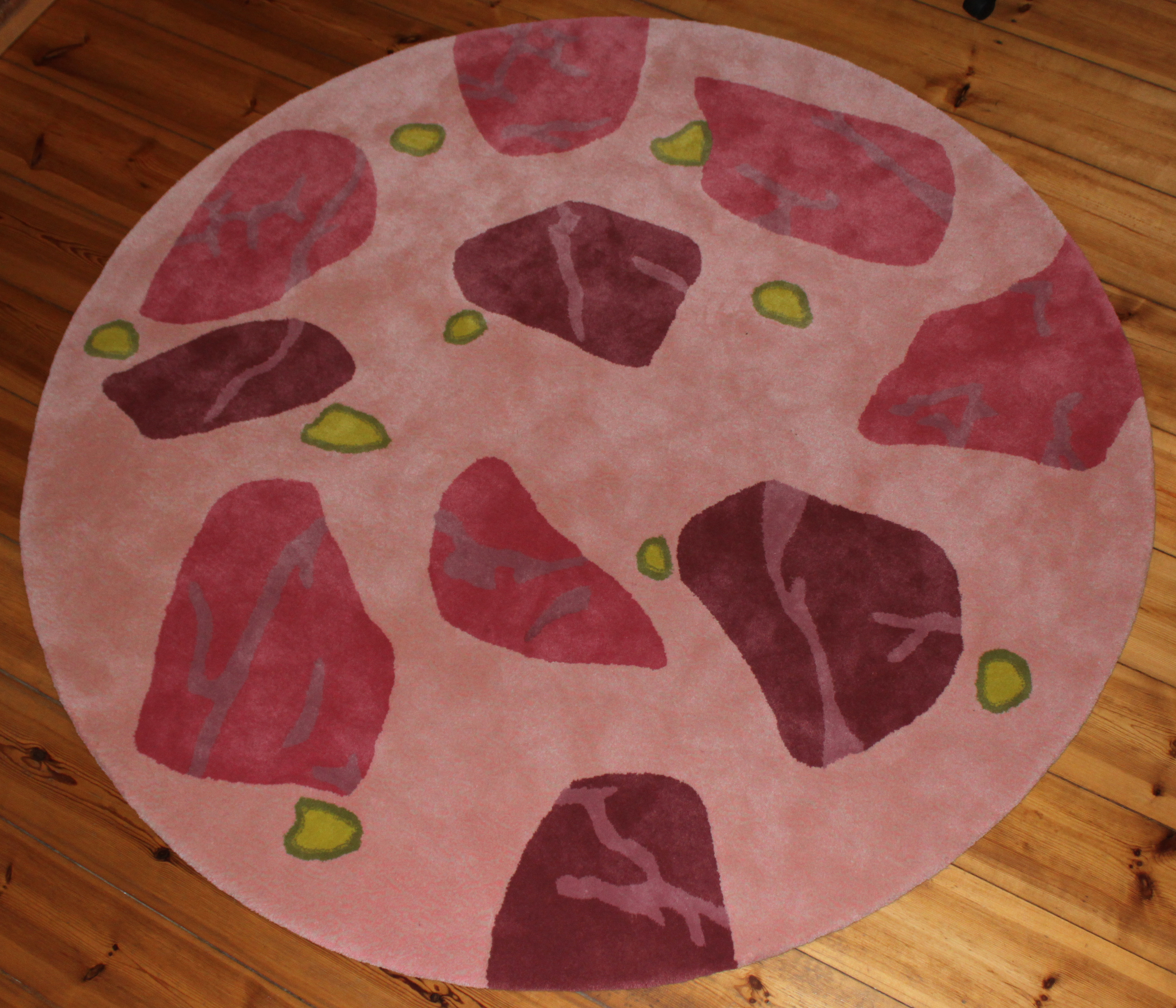
Una alfombra de lana

La lana tiene una excelente durabilidad, se puede teñir fácilmente y es bastante abundante. Cuando se mezcla con fibras sintéticas como el nailon, la durabilidad de la lana aumenta. Las mezclas de hilos de lana se utilizan mucho en la producción de alfombras modernas. La mezcla más habitual es de un 80% de lana y un 20% de fibra sintética, lo que da lugar al término "80/20". La lana es relativamente cara, por lo que sólo representa una pequeña parte del mercado.

### Poliéster
El poliéster conocido como "PET" (tereftalato de polietileno) se utiliza en la fabricación de alfombras tanto en hilatura como en filamento. Tras el aumento del precio de las materias primas para muchos tipos de alfombras a principios de la década de 2000, el poliéster se hizo más competitivo. El poliéster tiene buenas propiedades físicas y es intrínsecamente resistente a las manchas porque es hidrófobo; sin embargo, las manchas de aceite pueden suponer un problema para este tipo de material y puede ser propenso a ensuciarse. Al igual que el nailon, el color puede añadirse después de la producción o infundirse en estado fundido (teñido en solución). El poliéster tiene el inconveniente de que tiende a aplastarse o apelmazarse con facilidad. Se suele utilizar en moquetas de precio medio o bajo.
Otro poliéster, el "PTT" (Tereftalato de politrimetileno), también llamado Sorona o 3GT (Dupont) o Corterra (Shell), es una variante del PET. El PTT de Lurgi Zimmer se patentó por primera vez en 1941, pero no se produjo hasta la década de 1990, cuando Shell Chemicals desarrolló el método de bajo coste para producir 1,3 propanediol (PDO) de alta calidad, la materia prima de partida para los polímeros PTT Corterra. Posteriormente, DuPont comercializó un proceso biológico para fabricar 1,3-propanediol a partir de jarabe de maíz, lo que aportó un importante contenido de renovable a las correspondientes fibras de moqueta de poliéster Sorona. Estas fibras para alfombras tienen una resistencia comparable a la del nailon..

### Acrílico
La fibra acrílica es un material sintético creado por primera vez por la Dupont Corporation en 1941, pero que ha sufrido diversos cambios desde su introducción. En el pasado, la moqueta acrílica solía desprender pelusas con facilidad. Esto sucedía cuando las fibras se degradaban con el paso del tiempo y se desprendían hebras cortas con el contacto o la fricción. Con el paso de los años, se han desarrollado nuevos tipos de acrílico para paliar algunos de estos problemas, aunque no se han eliminado por completo. El acrílico es bastante difícil de teñir, pero no destiñe, es lavable y tiene el tacto y el aspecto de la lana, lo que lo convierte en un buen tejido para alfombras.

### Vinil
En la década de 1960 y 1970, los tapetes de vinilo comenzaron a ser populares debido a su durabilidad y facilidad de mantenimiento. Estos tapetes eran especialmente útiles en áreas de alto tráfico y en lugares donde la limpieza era una prioridad, como cocinas y baños. Hoy en día, los tapetes de vinilo son una opción común para la decoración de interiores y exteriores. Son valorados por su resistencia a la humedad, facilidad de limpieza y la variedad de diseños disponibles